# オーナンバ
オーナンバ株式会社は、大阪市中央区に本社を置く企業。東京証券取引所スタンダード市場上場。

## 概要
電線・ケーブル、ワイヤーハーネス、太陽光発電関連製品、ハーネス加工用機械・部品の製造販売を行っている。
連結子会社18社、持分法適用関連会社1社、非連結子会社2社を有する。

## 沿革
- 1941年（昭和16年）9月15日 - 株式会社大阪スピンドル製作所を設立。
- 1942年（昭和17年）11月 - 創業者小野岩雄が株式会社大阪スピンドル製作所を買収。航空機用警報機及び電装部品の製造を開始。
- 1943年（昭和18年）3月 - 株式会社大阪航空電機製作所に商号変更。
- 1948年（昭和23年）6月 - オーナンバ歯冠製造株式会社に商号変更。歯科材料の製造を開始。
- 1952年（昭和27年）1月 - オーナンバ化工株式会社に商号変更。ビニルチューブ、ビニル電線及びビニル被覆品の製造を開始。
- 1981年（昭和56年）4月 - オーナンバ株式会社に商号変更。
- 1986年（昭和61年）8月 - 大阪証券取引所市場第二部に上場。
- 2006年（平成18年）12月 - 東京証券取引所市場第二部に上場。
- 2024年（令和6年）5月 - 本社を大阪市東成区深江北三丁目1番27号から大阪市中央区（御堂筋ダイビル）に移転予定[2][3]。

## 事業所・関連会社
日本
- オーナンバ株式会社
  - 本社・本社営業部 - 大阪府大阪市東成区深江北三丁目1番27号
  - 東日本営業部 - 神奈川県横浜市港北区新横浜三丁目17番2号　友泉新横浜ビル10階
  - 西日本営業部 - 福岡県福岡市博多区綱場町6番9号　プログレス・スペースⅡ 4階
  - 本社営業部（豊橋） - 愛知県豊橋市西幸町字古並51番地24号
- オーナンバインターコネクトテクノロジー株式会社
  - WAH事業部 関西製造部 - 大阪府和泉市寺田町一丁目5番39号
  - WAH事業部関東製造部 - 栃木県宇都宮市横田新町19番19号
  - 電線事業部 - 三重県伊賀市西明寺字中尾谷2292番地1
- アスレ電器株式会社 - 神奈川県横浜市港北区新横浜三丁目17番2号　友泉新横浜ビル10階
- インテリジェントソーラーシステム株式会社 - 大阪府大阪市東成区深江北三丁目1番27号
- ユニオンマシナリ株式会社 - 神奈川県相模原市中央区上溝1936番19号

北米
- O&S California,Inc.（OSCA） - 米国
- Arneses Y Conexiones,S.A.De C.V（ARCOSA） - メキシコ

欧州
- Czech Republic Onamba s.r.o.（CRO） - チェコ

アジア
- Vietnam Onamba CO.,Ltd.（VTO） - ベトナム
- SD Vietnam Industries Ltd.（SDV） - ベトナム
- PT. Onamba Indonesia （INO） - インドネシア
- UMT International CO., Ltd.（UMT） - タイ
- 欧南芭電子配件 (昆山) 有限公司（Onamba Electronic Parts（Kunshan）Co., Ltd.）（KSO） - 中国
- 杭州阿斯麗電器有限公司（Hangzhou ASLE E.Co.Ltd.）（HASL） - 中国
- 欧南芭（上海）貿易有限公司（Onamba（Shanghai）Trading Co., Ltd.）（STO） - 中国
- 釣星精密部件（恵州）有限公司（UMA Manufacturing （HuiZhou）CO., Ltd.）（UMAC） - 中国
- 釣星精密部件有限公司（UMA Manufacturing CO., Ltd.）（UMA） - 中国